# Sipalolasma arthrapophysis
Sipalolasma arthrapophysis is een spinnensoort uit de familie Barychelidae. De soort komt voor in India.